# امرأتان (فلم 1960)
امرأتان (بالإنجليزية: Two Women) هو فيلم دراما تم إنتاجه في إيطاليا وصدر في سنة 1960. الفيلم من إخراج فيتوريو دي سيكا وكتابة فيتوريو دي سيكا.

## بطولة
- صوفيا لورين

### ترشيحات وجوائز
| السنة | الحدث | الفئة             | النتيجة  |
| ----- | ----- | ----------------- | -------- |
|       |       | أوسكار أحسن ممثلة | فـــــوز |

## وصلات خارجية
- مقالات تستعمل روابط فنية بلا صلة مع ويكي بيانات

1. ↑  Schumach، Murray (9 نوفمبر 1961). "MOVIE PRODUCER SELLS THE PUBLIC: Joseph E. Levine Believes in Extravagant Openings". New York Times. ص. 39.
2. ↑  von Faber، Karin (27 أكتوبر 1974). "Positively Sophia: Sophia Loren talks about movies, her husband and children, being 40, and the power of positive thinking". Chicago Tribune. ص. h56.
3. ↑  1952: Il caso delle “marocchinate” al Parlamento Accessed 9 December 2017 نسخة محفوظة 09 نوفمبر 2017 على موقع واي باك مشين.